# Stephania chingtungensis
Stephania chingtungensis är en tvåhjärtbladig växtart som beskrevs av Hsien Shui Lo. Stephania chingtungensis ingår i släktet Stephania och familjen Menispermaceae. Inga underarter finns listade i Catalogue of Life.